# Zangpapegaai
De zangpapegaai (Geoffroyus heteroclitus) is een vogel uit de familie Psittaculidae (papegaaien van de Oude Wereld).

## Verspreiding en leefgebied
Deze soort komt voor op de Bismarck-archipel en de Salomonseilanden en telt twee ondersoorten:
- G. h. heteroclitus: van de Bismarck-archipel tot de Salomonseilanden (uitgezonderd Rennell).
- G. h. hyacinthinus: Rennell.

## Status
De grootte van de populatie is niet gekwantificeerd maar de soort wordt omschreven als plaatselijk algemeen op de eilanden Bougainville, Santa Isabel en Guadalcanal maar schaars op de meeste andere eilanden. Op de Rode lijst van de IUCN heeft deze soort de status niet bedreigd.